# Cirolana corrugis
Cirolana corrugis är en kräftdjursart som beskrevs av Jones 1976. Cirolana corrugis ingår i släktet Cirolana och familjen Cirolanidae. Inga underarter finns listade i Catalogue of Life.